# 天王宮大歳神社 (浜松市)
天王宮大歳神社（てんのうぐうおおとしじんじゃ）は、静岡県浜松市中央区天王町にある神社である。合祀の1つである大歳神社は、延喜式内社である。

## 経緯
創立の年月は不明。
元来、天王宮、天皇宮、大歳神社の三社に分かれていたものが、後に合祀され、更に氏子四町の氏神を合祀して現在に至る。
そして、その総称として天王宮大歳神社とされるようになった。

## 祭神
天王宮 
- 素戔嗚尊（すさのおのみこと）、 櫛稲田媛命（くしいなだひめのみこと）、大己貴尊（おおなむちのみこと）、事代主命（ことしろぬしのみこと）、伊邪那岐尊（いざなぎのみこと）、伊邪那美命（いざなみのみこと）、武甕槌命（たけみかづちのみこと）、 経津主命（ふつぬしのみこと）、太田多根子命（おおたたねこのみこと）

 天皇宮 
- 長慶天皇、亀山天皇、後宇多天皇、後二条天皇、後醍醐天皇、後村上天皇

 大歳神社 
- 大歳神

## 摂末社
- 御久和稲荷神社
- 祖霊社

## 行事
- 1月1日　歳旦祭、焼納祭、元始祭
- 1月7日　五節句祭（7種まつり若草の節句）
- 1月28日　焼納祭
- 2月3日　節分祭
- 初午日　初午祭
- 2月11日　祈年祭紀元節祭
- 3月3日　五節句祭（桃の節句、上巳の節句）
- 春分の日　春季合同祖霊祭（祖霊社）
- 初午日　御久和稲荷社例大祭
- 5月5日　五節句祭（菖蒲の節句、端午の節句）
- 5月15日　献茶会
- 6月30日　夏越の大祓式
- 7月7日　五節句祭（七夕まつり）
- 8月第１土曜日 例大祭宵祭、梨子花火安全祈願祭、氏子役員奉告祭、氏子安全祈願祭
- 8月第１日曜日　例大祭本祭、蟇目神事、崇敬者奉告祭、崇敬者安全祈願
- 9月9日　五節句祭（菊の節句、重陽の節句）
- 秋分の日　秋季合同祖霊祭（祖霊社）
- 11月23日　新嘗祭
- 12月31日　大祓式、除夜祭

毎月
- 1日・月次祭
- 15日・月次祭

毎日
- 日供祭

## その他
- バイク乗りでもある大歳神社の権禰宜（神職の名前）の方が、ライダー向けのサポートをはじめたことがきっかけで「バイク神社」と呼ばれるようになった。[1][2]